# حدثيني (ألبوم)
حدثيني هو الألبوم السادس والعشرون للفنان العراقي كاظم الساهر، تم إصداره في 2 يناير عام 2019 من إنتاج شركة بلاتينيوم ريكوردز .
الألبوم تم إصداره بعد 3 سنوات من إصدار ألبوم كتاب الحب عام 2016.
يحتوي على مجموعة اغاني
1-دلوعتي
2-حنية
3-حدثيني
4-سلام عليك على رافديك
5-صباح الخير ياهانم